# Вуйтович, Томаш
Томаш Гжегож Вуйтович (пол. Tomasz Grzegorz Wójtowicz; 22 сентября 1953, Люблин — 24 октября 2022) — польский волейболист, игрок национальной сборной в 1973—1984 годах, чемпион Игр XXI Олимпиады, чемпион мира 1974 года.

## Биография
Игровую карьеру начинал в Люблине, с 1972 по 1977 год выступал за команду «Авия» из Свидника, в сезонах 1977/78—1982/83 — за варшавскую «Легию».
В составе молодёжной сборной Польши Томаш Вуйтович становился призёром чемпионатов Европы 1971 и 1973 годов, в 1973 году дебютировал в национальной сборной Польши. Он был самым молодым игроком в команде Хуберта Вагнера, выигравшей в 1974 году чемпионат мира в Мексике, а спустя два года — Олимпийские игры в Монреале, проявил себя великолепным нападающим первого темпа, мастером быстрых атак с низких передач, составлявших основу игры польской сборной. Также в период с 1975 по 1983 год четыре раза выигрывал серебряные медали чемпионатов Европы.
Всего провёл 325 матчей за сборную. Заслуженный мастер спорта Польши. В сезонах 1974/75 и 1982/83 годов признавался лучшим волейболистом Польши по результатам опроса газеты Przegląd Sportowy.
В 1983 году Вуйтович стал игроком итальянской команды «Сассуоло», затем выступал за другие клубы серии A1: «Парму», «Феррару» и «Читта-ди-Кастелло». В составе «Пармы» в 1985 году завоевал Кубок европейских чемпионов.
В 2000 году Томаш Вуйтович вошёл в число восьми претендентов на звание лучшего волейболиста XX века, а в 2002 году стал первым представителем Польши, включённым в волейбольный Зал славы в Холиоке.
Томаш Вуйтович снимался в фильме «Зажмурь глаза» (пол. Zmruż oczy, режиссёр Анджей Якимовский, 2002).
В 2021 году Томаш Вуйтович награждён командорским крестом ордена Возрождения Польши.

## Результаты выступлений
- Олимпийские игры: 1976 — чемпион (провёл 6 матчей), 1980 — 4-е место (из-за травмы участвовал только в трёх матчах). Лучший нападающий олимпийского турнира 1976 года.
- Чемпионаты мира: 1974 — чемпион, 1978 — 8-е место, 1982 — 6-е место.
- Чемпионаты Европы: 1975, 1977, 1979 и 1983 — серебряный призёр. Лучший нападающий (1977), лучший блокирующий (1983).
- Кубок мира: 1977 и 1981 — 4-е место. MVP и лучший блокирующий (1977).
- Серебряный (1971) и бронзовый (1973) призёр молодёжных чемпионатов Европы.
- Чемпион Польши (1982/83), серебряный (1980/81, 1981/82) и бронзовый (1975/76, 1977/78, 1979/80) призёр чемпионатов Польши.
- Обладатель Кубка европейских чемпионов (1984/85).